# Les Fanfares du mariage
Pour les articles homonymes, voir fanfares (homonymie).
Pour plus de détails, voir Fiche technique et Distribution.
Les Fanfares du mariage (Fanfaren der Ehe) est un film ouest-allemand réalisé par Hans Grimm sorti en 1953.
Il s'agit de la suite de Fanfares d'amour (de) (Fanfaren der Liebe) de Kurt Hoffmann, sorti en 1951.

## Synopsis
Hans et Peter sont maintenant pères de familles. Mais leur schlager n'est plus aussi à la mode. Aussi les épouses doivent aider et faire comme avant de la musique de danse, cette fois sur un bateau de croisière de luxe en Méditerranée. Pendant ce temps, les hommes s'occupent des bébés et entrent en conflit avec les services de l'État.
Enfin, ils suivent leurs épouses qui se font passer pour une millionnaire américaine et sa femme de chambre à bord du navire. Ils sont jaloux puis les soupçonnent d'avoir assassiné les vraies Américaines. Finalement tout se finit bien.

## Fiche technique
- Titre français : Les Fanfares du mariage[1]
- Titre original : Fanfaren der Ehe
- Réalisation : Hans Grimm assisté de Max Diekhout
- Scénario : Felix Lützkendorf, Herbert Witt (de)
- Musique : Franz Grothe
- Direction artistique : Fritz Lück (de), Hans Sohnle (de)
- Costumes : Charlotte Flemming
- Photographie : Erich Claunigk (de)
- Son : Josef Rapp
- Montage : Lilian Seng
- Production : Harald Braun, Georg Richter
- Sociétés de production : N.D.F.-Produktion
- Société de distribution : Schorcht Filmverleih
- Pays d'origine :  Allemagne de l'Ouest
- Langue : allemand
- Format : Noir et blanc - 1,37:1 - Mono - 35 mm
- Genre : Comédie
- Durée : 88 minutes
- Dates de sortie :
  - Allemagne de l'Ouest : 3 septembre 1953
  - France : 14 janvier 1955 [1]

## Distribution
- Dieter Borsche : Hans Mertens
- Inge Egger (de) : Gaby Mertens
- Georg Thomalla : Peter Schmidt
- Ilse Petri (de) : Sabine Schmidt
- Fita Benkhoff (de) : Daisy van Roy
- Doris Kirchner: Pat
- Karl Schönböck : Dobler
- Hubert von Meyerinck : Hornisse
- Paul Henckels : Kapitän
- Rudolf Vogel : Wurm
- Margarete Haagen : Sœur Rosmarie
- Liesl Karlstadt : Rebecca
- Lina Carstens : Mrs. Yell
- Bruno Hübner : Le médecin